# Horst Herz
Horst Herz (* 1954 in Bad Friedrichshall) ist ein deutscher Filmemacher, Filmproduzent und Fotograf. 

## Leben
Herz wuchs als Sohn von aus Tschechien vertriebenen Deutschböhmen in Bad Friedrichshall und ab dem 7. Lebensjahr in Nürnberg-Almoshof auf. In den 1970er Jahren machte er eine Fotografenlehre und war danach einige Jahre als Mode- und Werbefotograf angestellt, bevor er sich als Fotograf selbständig machte. Weiterhin drehte er Experimentalfilme und war Mitbegründer der Filmfabrik Nürnberg und des Kino im KOMM. 1978 machte er sein Abitur auf dem zweiten Bildungsweg.
In den 1980er Jahren zog er ins Ruhrgebiet, wo er ein Filmstudium bei Adolf Winkelmann und Claudia von Alemann absolvierte. Er war in den 1990er Jahren langjährig im Vorstand der Arbeitsgemeinschaft Dokumentarfilm sowie im Filmbüro NRW und arbeitete als Kurator an Ausstellungen, Veranstaltungsreihen und Filmtagen (u. a. „Sehabenteuer“ mit Johan van der Keuken, „Auschwitz–Gegen das Vergessen“). Er ist Mitglied in Auswahl- und Fördergremien (u. a. Internationale Kurzfilmtage Oberhausen). Er lehrt im Bereich Dokumentarfilm mit Klaus Wildenhahn an der Filmwerkstatt Münster. Neben Kinodokumentarfilmen und Kurzfilmen produzierte er zahlreiche TV-Dokus. 

## Filmografie (Auswahl)
- 1982: Es lobt den Mann die Arbeit und die Tat (Regie, Kamera, Drehbuch, Schnitt)
- 1984: Streifzug – Geschichten aus dem täglichen Leben (Regie, Kamera, Drehbuch, Schnitt)
- 1988: Reise  nach Südwest (Regie, Kamera, Drehbuch, Schnitt)
- 1992: Freiheit  stirbt mit Sicherheit (Regie, Kamera, Drehbuch, Schnitt)
- 2003: Auschwitz-Oswiecim (Regie, Kamera, Drehbuch, Schnitt)
- 2005: Kultur statt Kohle - Das neue Ruhrgebiet (Regie, Kamera, Drehbuch, Schnitt)